# Бердянск
Бердянск (на украински: Бердянськ) e град в Южна Украйна, Запорожка област.

## География
Бердянск един от центровете на Таврия. Разположен е в началото на Бердянската коса и недалеч от река Берда, чието име носи.

## История
Основан е през 1827 г. от руските власти като основно пристанище на северния бряг на Азовско море и благодарение на търговията със селскостопанска продукция през следващите десетилетия се разраства.
По време на Втората световна война на 5 октомври 1941 г.е завзет от частите на 1-ва танкова армия на ген. Евалд фон Клайст.

## Население
Населението на града според преброяването през 2001 г. е 121 759 души. През 1838 г. населението му наброява 3200 души, но непрекъснато се увеличава чрез притока на хора с различен произход – руснаци, украинци, българи, немци, гърци, евреи и други. През 1841 г. Бердянск е обявен за град. През 1897 г. има 26 500 жители

### Етнически състав
Численост и дял на етническите групи според преброяването на населението през 2001 г.:
| Етническа група | Численост | Дял (в %) |
| Общо            | 121 759   | 100.00    |
| --------------- | --------- | --------- |
| Украинци        | 69 365    | 56.96     |
| Руснаци         | 45 265    | 37.17     |
| Българи         | 4054      | 3.32      |
| Беларуси        | 983       | 0.80      |
| Гърци           | 318       | 0.26      |
| Арменци         | 239       | 0.19      |
| Татари          | 197       | 0.16      |
| Евреи           | 175       | 0.14      |
| Молдовци        | 170       | 0.13      |
| Поляци          | 132       | 0.10      |
| Германци        | 117       | 0.09      |
| Грузинци        | 106       | 0.08      |
| Азербайджанци   | 90        | 0.07      |
| Мордовци        | 55        | 0.04      |
| Чуваши          | 54        | 0.04      |
| Узбеки          | 51        | 0.04      |
| Цигани          | 31        | 0.02      |
| Унгарци         | 24        | 0.01      |
| Латвийци        | 21        | 0.01      |
| Казахи          | 21        | 0.01      |
| Литовци         | 17        | 0.01      |
| Удмурти         | 15        | 0.01      |
| Гагаузи         | 14        | 0.01      |
| Комийци         | 13        | 0.01      |
| Осетинци        | 13        | 0.01      |
| Румънци         | 13        | 0.01      |
| Башкири         | 12        | 0.009     |
| Естонци         | 12        | 0.009     |
| Корейци         | 12        | 0.009     |
| Марийци         | 11        | 0.009     |
| Таджики         | 10        | 0.008     |
| Други           | 148       | 0.12      |
| Неизвестни      | 5         | 0.004     |

Българи
Българите в Бердянск са около 10 000 души, те живеят най-вече в квартала до аеропланната фабрика. По-голямата част от тях са потомци на българи от Ямболско.
През 1992 г. в Бердянск е основана неправителствена организация на българите от града – Бердянско българско общество „Родолюбие“. В няколко училища в Бердянск и в Бердянския район се преподава български език и български народни песни и танци. Преподавателите са етнически българи както от самия град, така и специално изпратени от България.

### Езици
Численост и дял на населението по роден език, според преброяването на населението през 2001 г.:
| Роден език | Численост | Дял (в %) |
| Общо       | 121 759   | 100.00    |
| Руски      | 91 650    | 75.27     |
| Украински  | 29 172    | 23.95     |
| Български  | 416       | 0.34      |
| Беларуски  | 119       | 0.09      |
| Арменски   | 95        | 0.07      |
| Молдовски  | 31        | 0.02      |
| Цигански   | 16        | 0.01      |
| Гръцки     | 13        | 0.01      |
| Немски     | 13        | 0.01      |
| Други      | 211       | 0.17      |

## Икономика
Бердянск е индустриален център, в града има около 20 предприятия от различни отрасли: металообработване, машиностроене, хранително–вкусова и нефтопреработвателна промишленост. Най-големи предприятия са: „АЗМОЛ“, „Азовкабел“, „Азовхидромаш“, „Бердянски завод за селскостопански машини“, „Бердянски комбайни“, „Бердянски хлебозавод“, „Украински изследователски институт за кабелната промишленост“.

## Туризъм
Градът е един от главните украински курорти на Азовско море, посещаван предимно от летовници от самата Украйна, както и от Русия, Беларус и други държави от ОНД и не само.

## Побратимени градове
- Ямбол, България (от 2003 година)[5]
- Бей Бей, Китай
- Белско-Бяла, Полша (от 17 септември 1999 година)
- Глифада, Гърция (от 22 юни 1995 година)
- Лоуъл, Масачузетс, САЩ (от 1999 година)
- Одинцово, Русия (от 2002 година)

## Родени
- Ана Карима, българска писателка
- Олга Куриленко, френска актриса
- Владимир Кюрчев, художник
- Сергей Павлов, съветски писател фантаст

## Паметници
- Памятник Бендеру и Балаганову Сантехник Солнечные часы Памятник Жабе